# Policarpo Paz García
Policarpo Paz García, né le 7 décembre 1932 à Goascorán et mort le 16 avril 2000 à Tegucigalpa, est un homme d'État hondurien. Il est président de la République du 7 août 1978 au 27 janvier 1982.
Policarpo Paz García s'empare du pouvoir en août 1978 au terme d’un « coup d’État de la cocaïne » soutenu par le baron de la drogue hondurien Juan Matta-Ballesteros. Il appuie la lutte de Washington contre le Nicaragua après la révolution sandiniste tout en favorisant l'exportation de cocaïne aux États-Unis.